# Ратный (линейный корабль)
«Ратный» — парусный 110-пушечный линейный корабль Черноморского флота Российской империи.

## История службы
Корабль «Ратный» был заложен в Херсоне и после спуска на воду в 1803 году перешёл в Севастополь.
Принимал участие в русско-турецкой войне. 8 апреля 1807 года во главе эскадры под флагом контр-адмирала С. А. Пустошкина вышел из Севастополя к Анапе. Однако 11 апреля разыгрался сильный шторм, в результате многие корабли получили такие повреждения, что повернули назад, и 13 апреля эскадра вернулась в Севастополь, а корабли поставлены на ремонт. 
21 апреля эскадра в составе четырех линейных кораблей, четырех фрегатов, двух бригов и пяти малых судов вновь вышла из Севастополя, а 27 апреля прибыла к Анапе и стала на якорь. 29 апреля с кораблей эскадры был высажен десант, взявший крепость. К 12 мая корабли вернулись в Севастополь. 31 мая «Ратный» во главе эскадры под флагом С. А. Пустошкина вышел из Севастополя. 6 июня эскадра подошла к Трапезунду. 11 июня корабли эскадры вели огонь по береговым укреплениям и высадили десант. Но ввиду превосходства противника в войсках 12 июня десант был снят с берега, и эскадра ушла в Феодосию, а 10 июля вернулась в Севастополь.
В 1808 году корабль находился на Севастопольском рейде для обучения экипажа. В апреле 1809 года вышел с эскадрой на Севастопольский рейд. 23 октября 1809 года во главе отряда капитана 1 ранга П. М. Макшеева вышел из Севастополя к болгарским берегам. 29 октября корабли подошли к Варне, но, обнаружив превосходящую по численности турецкую эскадру из шести линейных кораблей, повернули к Одессе, и к 10 ноября вернулись в Севастополь.
С 30 июня по 26 июля 1810 года в составе эскадры выходил в крейсерство на поиск турецких судов к Синопу и Варне.
9 августа в составе эскадры контр-адмирала А. А. Сарычева вышел из Севастополя и подошел к Варне, но не решилась атаковать крепость без поддержки сухопутных войск и 17 августа ушла от Варны. Обнаружив в море турецкий флот, суда эскадры пошли на сближение, но турки, избегая боя, начали отходить и ночью им удалось уйти. 26 августа эскадра вернулась в Севастополь.
6 октября «Ратный» в составе эскадры А. А. Сарычева вышел из Севастополя. 9 октября эскадра прибыла к Трапезунду, 11 октября бомбардировала турецкие батареи, прикрывая высадку десанта, но ввиду превосходства противника в сухопутных войсках десант был снят с берега. 17 октября эскадра ушла от Трапезунда и к 30 октября вернулась в Севастополь. С 27 июня по 15 августа 1811 года в составе эскадры вице-адмирала P. P. Галла «Ратный» выходил в крейсерство в район Варна к мысу Калиакра. В июле—августе 1812 года в составе отряда перевозил войска из Севастополя в Одессу. 
Корабль «Ратный» был разобран после 1825 года в Севастополе. 

## Командиры корабля
Командирами линейного корабля «Ратный» в разное время служили:
- П. П. Марин (1803—1804 годы);
- П. М. Макшеев (1807—1810 годы);
- П. М. Рожнов (1811—1812 годы).